# Букстехуде, Дитрих
Ди́трих Букстеху́де (нем. Dieterich Buxtehude, дат. Diderik Buxtehude; ок. 1637 — 9 мая 1707) — немецкий композитор и органист, по происхождению датчанин. Крупный представитель северонемецкой органной школы, один из наиболее известных композиторов эпохи барокко.

## Биография

### Происхождение
Учёные спорят о точных времени и месте рождения Букстехуде, и о его этническом происхождении. Большинство сходится во мнении, что он родился в 1637 году в Хельсингборге, ныне принадлежащем Швеции, а тогда —  Датскому королевству (Датско-норвежская уния). Один из его биографов утверждает, что Букстехуде «считал Данию своей родиной, когда приехал в эту местность; он прожил около 70 лет». Другие источники сообщают, что Букстехуде родился в Бад-Ольдеслоэ в герцогстве Гольштейн, которое в то время также было частью Датского королевства. Биограф композитора Андре Пирро местом рождения Букстехуде называет Хельсингборг на том основании, что его отец Ханс Йенсен Букстехуде (1602—1674) был органистом церкви Св. Марии в Хельсингборге до 1642 года. Другие исследователи полагают, что Букстехуде родился в Хельсингёре (у Шекспира в «Гамлете» это место называется Эльсинором), где его отец в течение многих лет занимал пост органиста в церкви Св. Олафа.
Некоторые современные энциклопедисты называют Букстехуде «датско-немецким» композитором.
Он стал продолжателем семейной профессии. В молодости работал органистом в Хельсинборге (1657—1658), затем в Эльсиноре (1660—1668). В 1668 году перебрался в Любек, где до конца жизни служил в церкви Святой Марии (Мариенкирхе) (церковный совет Любека предложил Букстехуде место органиста в церкви 1 апреля 1668 года); умер он 9 мая 1707 года.

### Любек
Должность органиста Мариенкирхе считалась одной из лучших в Европе. Однако предшественник Букстехуде Тундер, полагавший, что жалованья органиста недостаточно для достойного содержания семьи, в 1647 году взял на себя и обязанности смотрителя. Букстехуде унаследовал обе должности. Другая особенность полученного им места состояла в том, что по традиции новый органист должен был жениться на старшей из незамужних дочерей своего предшественника, и Букстехуде женился на дочери Тундера Анне Маргарете (в этом браке родилось семеро детей).
Его положение в вольном имперском городе Любеке предоставляло большую свободу действий и благоприятствовало развитию его музыкальной карьеры. С 1673 года Букстехуде организовывал вечерние музыкальные представления (Abendmusik), которые привлекали музыкантов со всей Германии и продолжали проводиться в церкви до 1810 года. В 1705 году Иоганн Себастьян Бах прошёл пешком около 450 км из Арнштадта, чтобы попасть на такой вечер, где Букстехуде импровизировал на органе (впрочем, некоторые исследователи подвергают этот факт сомнению).
Когда в 1703 году Букстехуде стал уже стар и собирался отойти от дел, был устроен конкурс на замещение его должности. В числе прочих претендентов в Любек приехали из Гамбурга Маттезон и Гендель, но, узнав о дополнительном условии — женитьбе на старшей дочери Букстехуде, Анне Маргарите — отказались от участия.

## Творчество
Как все немецкие музыканты его поколения, Букстехуде испытал сильное влияние нидерландской композиторской и органной школы, в особенности Яна Свелинка, стиль которого, в свою очередь, являлся синтезом фламандских и итальянских традиций (последние были наиболее отчетливо представлены в творчестве Джироламо Фрескобальди и Джозеффо Царлино).
В наследии Букстехуде имеется несколько композиций на итальянские тексты, вообще черты итальянского стиля явственно проступают во многих его произведениях.
Однако преобладающим оставалось немецкое влияние. Оно шло непосредственно через отца Дитриха, который стал его первым учителем; через И. Тайле — ученика великого композитора Генриха Шютца; через Ф. Тундера — предшественника Букстехуде в Любеке.
Наибольшую славу принесли музыканту его воскресные «Вечерние концерты» (Abendmusik) в предрождественский период: на них собирались музыканты со всей Европы. Большая часть органных и вокально-хоровых произведений композитора была написана для таких концертов.
Хотя Букстехуде является автором сочинений в разных жанрах — например, скрипичных сонат, пьес для клавесина, светской вокальной музыки, духовных кантат и других видов церковной музыки, — все же главным в его наследии является органное творчество: именно оно отличается наибольшей самобытностью и оказало мощное влияние на следующее поколение немецких музыкантов.
Стиль Букстехуде отмечен большой смелостью, богатством фантазии, он весьма индивидуален и часто ярко виртуозен. Свободно модулирующие импровизационные разделы чередуются в органных пьесах Букстехуде с превосходными фугами и другими полифоническими формами.
Многие произведения композитора не сохранились. Например, утеряны ноты некоторых его ораторий, хотя либретто сохранились. Это обстоятельство особенно огорчительно, так как оратории Букстехуде, скорее всего, стали образцами, на которые ориентировались Бах и Телеман. Некоторые шедевры Букстехуде сохранились в нотной коллекции Баха. При жизни Букстехуде были изданы два тома его сонат (ещё семь сонат сохранились в манускриптах), а кроме того, сохранились многие его кантаты, ставшие образцом этого жанра для многих современных ему и последующих композиторов.
Произведения Букстехуде принято идентифицировать по каталогу Георга Карштедта (Buxtehude-Werke-Verzeichnis, BuxWV), который насчитывает 275 единиц (и 13 дополнений).

### Сочинения для органа
Прелюдии, фуги, токкаты и хоральные обработки. Предполагается, что Букстехуде писал музыку с применением специальной нотации, так называемой органной табулатуры. Однако оригинальные манускрипты не сохранились, остались только их копии, выполненные в обычной нотации. Большинство органных сочинений Букстехуде написаны в «фантазийном стиле» (stylus phantasticus), характерном для раннего барокко и в особенности для так называемой северонемецкой органной школы. Этому стилю присущ дух импровизации: типичны частые смены ритмов, чередование строгих фугированных эпизодов и импровизационных интермедий, одноголосной и полифонической фактур. Органный стиль Букстехуде оказал значительное влияние на творчество И. С. Баха.

### Вокальные сочинения
Автор более 100 кантат, среди которых известна двойная «Fried- und Freudenreiche Hinfahrt» (BuxWV 76), написанная на смерть Иоганна Букстехуде. Состоит из двух кантат: «Mit Fried und Freud» (включает Contrapunctus I и Contrapunctus II) и «Klag-Lied». Популярен также цикл духовных кантат Букстехуде «Membra Jesu» (с лат. «Уды Иисусовы»), BuxWV 75. Каждая из семи кантат цикла обращена к одной из частей тела Спасителя: к ногам (Ad pedes), коленям (Ad genua), рукам (Ad manus), бокам (Ad latus), груди (Ad pectus), сердцу (Ad cor) и, наконец, к лику (Ad faciem).

## Восприятие
Творчество Букстехуде оказало огромное влияние на европейскую музыку, в том числе на творчество И. С. Баха. 